# Reinhold Schwartz
Reinhold Schwartz (* 21. November 1880 in Waiern bei Feldkirchen in Kärnten; † 3. Mai 1967 in Altheim bei Braunau am Inn, Oberösterreich) war ein österreichischer Arzt, Naturheil- und Fastenpionier, der 1922 die erste Fastenkuranstalt in Österreich gründete.

## Leben und Wirken

### Kindheit, Jugend, Studium
Reinhold Schwartz wurde 1880 als zweitältester Sohn des evangelischen Pfarrers Ernst Schwarz und seiner Frau Pauline geb. Neckermann (1854–1935) in Waiern bei Feldkirchen geboren. Mit seinen fünf Geschwistern wuchs er in der religiösen Atmosphäre des Elternhauses auf, das vom starken sozialen Engagement des Vaters geprägt war. Ernst Schwarz und sein Bruder, Pfarrer Ludwig Schwarz, gründeten gemeinsam mit Elvine de La Tour die Diakonie Österreich. Das Elend der Landarbeiter und der unehelichen Kinder war für Ernst Schwarz Motivation zur Errichtung von Säuglings-, Kinderheim und Schule in Waiern und Altersheim und Krankenhaus, ermöglicht durch das internationale evangelische Spenden-Netzwerk.
Reinhold Schwartz und sein älterer Bruder besuchten Gymnasien in Korntal bei Stuttgart und in Klagenfurt. Bergwanderungen in Kärnten schufen starke Naturerlebnisse, eine Wurzel der späteren Naturheil-Überzeugung. Einflussreich wurde auch die Mitgliedschaft in der schlagenden Verbindung „Teuriska“.
Nach der Matura gingen die Brüder nach Wien zum Medizinstudium. Vom deutschnational orientierten Protestantismus der Los-von-Rom-Bewegung war schon der Vater tangiert. Georg Schönerers Deutschnationale Partei betrieb seit den 1880er Jahren Propaganda in die Kirchen hinein und missionierte Übertritte der Katholiken zum Protestantismus, weil in Teilen der Monarchie der politische Katholizismus nicht eindeutig deutschnationale Positionen bezog. Die Brüder Schwartz fanden Anschluss an schlagende Studentenverbindungen. So wurde selbstverständlich das zeitgeistige nationalistische Denken übernommen, wie es z. B. Martin Pollack in seiner Familiengeschichte „Der Tote im Bunker“ schildert. Dem Alkoholgenuss in der Burschenschaft entkamen die Brüder durch Wechsel des Studienortes nach Graz, nicht aber der Attraktion einer neuen „Verbindung“.
Beide begannen früh, den Familiennamen am Ende mit „tz“ zu schreiben, um im antisemitischen Umfeld dem Verdacht auszuweichen, dass man jüdisch sei. Reinhold Schwartz beantragte aber erst 1928, noch vor den Nürnberger Gesetzen, die offiziell-amtliche Fixierung der Namensschreibung (erfolgte durch die oberösterreichische Landesregierung).
Schwartz absolvierte den Militärdienst u. a. am Garnisonsspital Wien. Als Bilanz der Turnuspraktika in Villach und Wien (Elisabethinen, Gebärklinik) war ein kritischer Blick auf die Schulmedizin entstanden, auf ihre mechanistische Sicht des Patienten und der Therapien, wie er in späteren Schriften festhielt.

### Krisen, Weg zur Fastenmedizin, Erster Weltkrieg
Unzufriedenheit mit dem Arztbild und die daraus entstehende Krise bewirkten eine neue Sicht auf Hilfe für den kranken Menschen: eine ganzheitliche Auffassung von Medizin, heute als Komplementärmedizin bezeichnet, in Verbindung mit Traditioneller Europäischer Medizin als Naturheilweg und mit dem Heilfasten im Fokus. Schwartz suchte Literatur und Menschen, die solchem Medizinverständnis nahestanden, um den Reformweg zu stärken. Daher war er für die Lebensreform-Bewegung aufgeschlossen – den Realisierungen neuer „natürlicher“ Lebensweisen, der Selbstversorgung, legerer Kleidung und Körperertüchtigung. Inspirierte eigene Berufung sah Schwartz darin, als Landarzt die Naturheilmethoden zu praktizieren.
1908 übernahm er die erste Praxis als Distriktarzt in Treffen. Die weitere Umsetzung der Ziele verzögerte sich: Aus Verpflichtung gegenüber dem Vater leitete er einige Zeit das evangelische Studentenheim in Klagenfurt. Er heiratete in dieser Zeit Elsa Suringar, Tochter einer Triestiner Familie. Das Paar zog nach Graz, wo Schwartz auf der Pathologischen Anatomie eine Assistentenstelle erhielt. 1910 wurde der erste Sohn geboren. Von der Arbeit enttäuscht, die ihm keine Perspektive seiner medizinischen Vorstellungen bot, kehrte er mit der Familie zurück nach Kärnten und fand eine neue Praxis in Straßburg (Gurktal). Eine Tochter kam zur Welt, dann der zweite Sohn. Schwartz arbeitete zeitweise zusätzlich mit seinen Fastenkuren (Heilfasten) im Diätsanatorium bei Friesach. Die Übersiedlung nach Sattendorf/Annenheim am Ossiacher See brachte Nähe zur Stadt Villach. Schwartz erwarb einen Bauernhof zur Selbstversorgung. Die Lösung seiner Ehekrise, die sich im Lauf der Jahre zugespitzt hatte, wurde noch aufgeschoben durch den Beginn des Ersten Weltkriegs.

### Nach dem Krieg: Aufbaujahre, Zweiter Weltkrieg
Reinhold Schwartz war als Lazarettarzt in verschiedenen Kriegsgebieten im Einsatz, zuletzt in Montenegro in der Bucht von Kotor. Diese Erfahrung bestätigte ihm den Wert der modernen Medizin, ihrer Medikamente und Methoden, wo sie unverzichtbar sind, wie er später in seinen Schriften betonte. Aber nach Kriegsende setzte er die Realisierungssuche für zusätzliche Therapien fort.
In Montenegro arbeitete von 1916 bis 1918 auch die Rot-Kreuz-Schwester Anna Moser (1892–1983) aus Altheim bei Braunau. Nach ihrer Ausbildung zur Rot-Kreuz-Schwester hatte sie sich zum Kriegseinsatz gemeldet. Reinhold Schwarz ließ sich 1918 von seiner Frau scheiden und heiratete 2019 Anna, eine Katholikin. Der erste Sohn aus dieser Ehe wurde noch in Annenheim geboren.
Anna Moser war nach dem Tod der Mutter von der unverheirateten Marianne Nickl (1867–1956) aufgenommen worden, die von ihrem Vater das „Baderhaus“ (Arzthaus) und die Landwirtschaft geerbt hatte. Sie überließ dem 1920 nach Altheim übersiedelten Paar gegen Leibrente den Besitz. Das Landwirtschaftsgebäude wurde in eine Fastenkuranstalt, die erste in Österreich, umgebaut.
Es gab aber Widerstand der Gemeinde Altheim und anderer Ärzte. Die Verweigerung der Zuzugsberechtigung und dann die Beschlagnahmung der Wohnung durch die Gemeinde Altheim wurden wieder aufgehoben, weil sie gesetzlichen Bestimmungen widersprachen (Stichwort Heimatrecht in Österreich, 1939 gelöscht). Länger wirkten Anfeindungen durch Arztkollegen bzw. Diskreditierung der medizinischen Arbeit, besonders der Therapien. Dem konnte Schwartz durch Erfolge entgegenwirken. Ab 1922, schon während der Bautätigkeiten, kamen Kurgäste ins Haus, nicht Übergewichtige, wie später ab der Wirtschaftswunderzeit nach dem Zweiten Weltkrieg, sondern Heilung Suchende, oft mit chronischen Erkrankungen oder nach mehreren Spitalsaufenthalten „Aufgegebene“. Als der Platz im Wohnhaus nicht mehr reichte, wurde ein Blockhaus im Garten errichtet und ein Teil der Patienten in gemieteten Räumen des aufgelösten Dr.-Weinlechner-Krankenhauses untergebracht. Die offizielle Eröffnung der Kuranstalt erfolgte 1927, samt Einweihung durch den katholischen Pfarrer, ein Zeichen für Integration in die Gemeinde. Die Heilerfolge führten zum Wachsen des Betriebes. Bis in die frühen 1930er Jahre hatte das Sanatorium eine Wintersperre, in diesen Monaten arbeitete Schwartz in Wien, in einer Ordination Josefstädterstraße 25, im 8. Bezirk, dann in Räumen des Ersten Österreichischen Naturheilvereins im siebenten Bezirk, später im sechsten Bezirk.
Die Familie wurde größer, es folgten noch fünf Kinder. Marianne Nickl war Mitglied der Familie und in betriebliche Arbeit eingebunden. Anna Schwartz hatte von Beginn an die wirtschaftliche Leitung des Kurbetriebes übernommen. Von den Aufbaujahren berichtete Schwartz im autobiografischen Schlusskapitel „Eigenes Erleben“ in der Publikation „Naturgemäße Heil- und Lebensweise“ (bzw. in der Ausgabe „Meine Fastenkuren“ im 2. Teil). Schwartz war in Altheim auch als Gemeindearzt tätig.

### Schwartz und der Nationalsozialismus
Schwartz war seit seiner Kindheit von einem vom Deutschnationalismus geprägten Umfeld umgeben. Er selbst sah sich nicht als politisch Interessierten, sondern als philosophisch und religiös orientierten Menschen. Dem Arzt gefiel die Propagierung von Volksgesundheit, die von den Nationalsozialisten propagiert wurde. Gesundheitspolitik erhielt im NS-System auch Rassenhygiene, diese Benennung war nach jahrzehntelanger wissenschaftlicher und politischer Verwendung des Begriffes, z. B. in der Eugenik, diversen „Vererbungs- und Rasse-Theorien“ (auch bei linken Sozialpolitikern) nichts Ungewöhnliches. Die Beseitigung der Demokratie hatte in Österreich schon der politische Katholizismus des „Ständestaates“, in der Geschichtsforschung Austrofaschismus genannt, erfolgreich betrieben, trotz Bürgerkriegs und Widerstands. Der katholische „Kirchenstaat“, dem keine Veränderung der Nachkriegsnot gelang, war für den Vertreter einer „biologischen“ Medizin, womit er in seinen Texten die naturwissenschaftliche Basis meinte, keine Perspektive.
Das Innviertel war ein besonderer Boden der neuen Form des Deutschnationalismus, wie historische Studien belegen. So widmet z. B. Josef Kagerers Biografie eines Geistlichen, mit Naheverhältnis zur Vaterländischen Front, der 1938 in Ried im Innkreis sofort nach Hitlers Einmarsch durch die zuvor noch illegale NSDAP festgenommen und nach Dachau befördert wurde, den politischen Aktivitäten und Kämpfen (samt Aufmärschen, Terrorüberfällen) im Innviertel, insbesondere in Ried und Umgebung, ein umfangreiches Kapitel. Dieses emotionalisierende Umfeld erlebten die Schwartz-Söhne in ihren Rieder Gymnasial- und Internatszeiten. Schwartz hatte bei Beteiligung seiner jugendlichen Söhne an illegalen Treffen der Hitlerjugend beide Augen zugedrückt, auch wenn sie als Freundeskreis im eigenen Haus stattfanden. Am 7. September 1931 trat er der NSDAP bei (Mitgliedsnummer 514.955).
Nach dem „Anschluss“ Österreichs 1938 an das Deutsche Reich wurden auch in Altheim Gemeindestrukturen geändert, verbunden mit personellen Veränderungen. In einem Dokument festgehalten wurden „4 Beigeordnete“, dem Bürgermeister zur Seite gestellt, einer davon war Reinhold Schwartz. An ihn wurde der Anspruch gestellt, sich an Verwaltung und Gemeindepolitik zu beteiligen. Neben seinem Beruf wurde er Standesbeamter und führte Trauungen durch. Er sollte für eine Hitler-Jugend-Gruppe Heimabende gestalten und für die ideologische Ausrichtung sorgen. Das nahm er an. Es kam zu einem Konflikt, weil er den Gehorsam gegenüber Gott über jenen gegenüber Hitler stellte. Er legte diese Funktion zurück. Das Register aller Zuständigkeiten im Kreis Braunau verzeichnet seinen Namen als Kreisamtsleiter für Rassenpolitik (Innviertler Amtsverzeichnis, Adressbuch 1941/42 S. 9). Regionalforscher Rudolf Mitterbauer fand keine Belege für das Tätigwerden von Schwartz in dieser Funktion.
Der Kurbetrieb konnte in den ersten Kriegsjahren bestehen, war kurz wegen Heeresbedarfs gesperrt und erst gegen Kriegsende geschlossen, die Anstalt wurde zum Lazarett.
1942 und 1943 fielen zwei seiner Söhne im Russlandfeldzug. Das Persönlichkeitsbild des Vaters wird deutlich im umfangreichen Kriegsbriefwechsel mit Sohn Reini, im offenen Austausch über Weltanschauung, Brutalitäten der Ausbildung und Kriegsführung, Naturheilmedizin und Fasten, Religion, schließlich Unvereinbarkeit von SS- bzw. NS-Ideologie und Christentum – bis zur Denunzierung Reinis bei obersten Gremien der Waffen-SS.
Schwartz zog sich aus dem Parteigeschehen zurück. Mit dem Tod seiner Söhne begann seine kritische Auseinandersetzung mit dem NS-Staat. Bei Kriegsende wurde sein Haus von der US-Army beschlagnahmt. Die Gemeinde nutzte es später als Unterkunft für Flüchtlinge.

### Zeit nach Kriegsende bis zum Tod 1967
Die Kuranstalt blieb geschlossen, Schwartz stand laut Mitterbauer über ein Jahr unter Hausarrest und war dann wegen NSDAP-Mitarbeit 40 Wochen lang im Lager Glasenbach bei Salzburg inhaftiert. Im Zuge der Entnazifizierung wurde sein Verhalten in der NS-Zeit überprüft. Briefe aus Glasenbach aus dem Jahr 1947 sind erhalten. Nach Aufhebung des Praxisverbotes durch die Behörde konnte das Sanatorium im Jänner 1948 wieder geöffnet werden.
Schwartz führte die Fastenkuren in gewohnter Weise weiter. Er blieb noch Jahre in enger Kooperation mit dem Ersten Österreichischen Naturheilverein und hielt dort Vorträge. Die Verleihung des Titels Medizinalrat erlebte Schwartz als Zeichen, dass auch in der neuen Gesellschaft, in ihrem Medizinverständnis die Naturheilmedizin und das Heilfasten ihren Platz und Anerkennung finden.
Der Tod jenes Sohnes, der die Kuranstalt übernehmen wollte, erzwang eine Umorientierung bei der Zukunftsplanung, denn es war in den 50er und 60er Jahren äußerst schwierig, einen Fasten- und Naturheilarzt zu finden. Der jüngste Sohn, Elektroingenieur Josef Schwartz (1924–2018), entschloss sich, das Werk des Vaters weiterzuführen, weil er von dessen Bedeutung überzeugt war. Er übernahm die Kuranstalt, Reinhold Schwartz starb 1967 im 87. Lebensjahr. Der Sohn musste einen Arzt als medizinischen Leiter anstellen. Da Modernisierungen im Altbau kaum realisierbar waren, übersiedelte er 1968 die Kuranstalt in die Gemeinde Treffen, in einen Neubau oberhalb des Ossiacher Sees, also in die Region, in der Reinhold Schwartz seine medizinische Laufbahn begonnen hatte. Mit dem Pensionsantritt von Josef Schwartz wurde das Sanatorium 1981 verkauft.
Für den österreichischen Ernährungswissenschaftler und Fasten-Historiker Edmund Semler ist Reinhold Schwartz der Pionier des Heilfastens in Österreich, in seinem Wirken vergleichbar mit Otto Buchinger in Deutschland. „In der seit 1922 in Betrieb befindlichen Fastenklinik wurden bis 1968 mehr als 7000 Patienten mit Fasten- und Rohkostkuren behandelt.“

## Veröffentlichungen
- Die Heilfastenkur. Die erfolgreiche Kur für den gesunden und kranken Menschen. 6. Aufl.  Ennsthaler, Steyr 1996, ISBN 978-3-85068-007-3
- Das therapeutische Rüstzeug des Arztes für physikalisch-diätetische Therapie, in: Blätter für Biologische Medizin, Heft 9, o. J., S. 262 ff. (Grundprinzipien des Naturheilarztes)
- Der Medizinaberglaube und das Fasten. Medizinisch-philosophisches Zwiegespräch. Stampfl, Braunau am Inn [1925].
- Der abwegige Wille als Krankheitsursache, in: Volksgesundheit. Monatsschrift für naturgemäße Lebenskultur und Naturheilkunde, 47. Jg. Nr. 7/8, Juli–August 1956, hg. Erster Österr. Naturheilverein. 1060 Wien, und in: Die Heilfastenkur, siehe oben
- Der „Stille Weg“ und die naturgemäße Krankenbehandlung, in: Der stille Weg, Zeitschrift zur Pflege der inneren Werte, 11. Jg. Heft 2, Juni 1959 (Hg. Günther Schwab, Salzburg, österreichischer Schriftsteller und ein Pionier der Ökologiebewegung)
- Die Fastenkur – die Kur der Kuren, Sonderdruck aus „Volksgesundheit, Monatsschrift für gesunde Lebenskultur und Naturheilkunde“, hg. Erster Österr. Naturheilverein, Sonderdruck im Innviertler Verlag, Braunau o. J. (übersichtliche Zusammenfassung aller dem Autor wichtigen Aspekte seiner Arbeit als Fasten- und Naturheilarzt)